# Utu (romanzo)

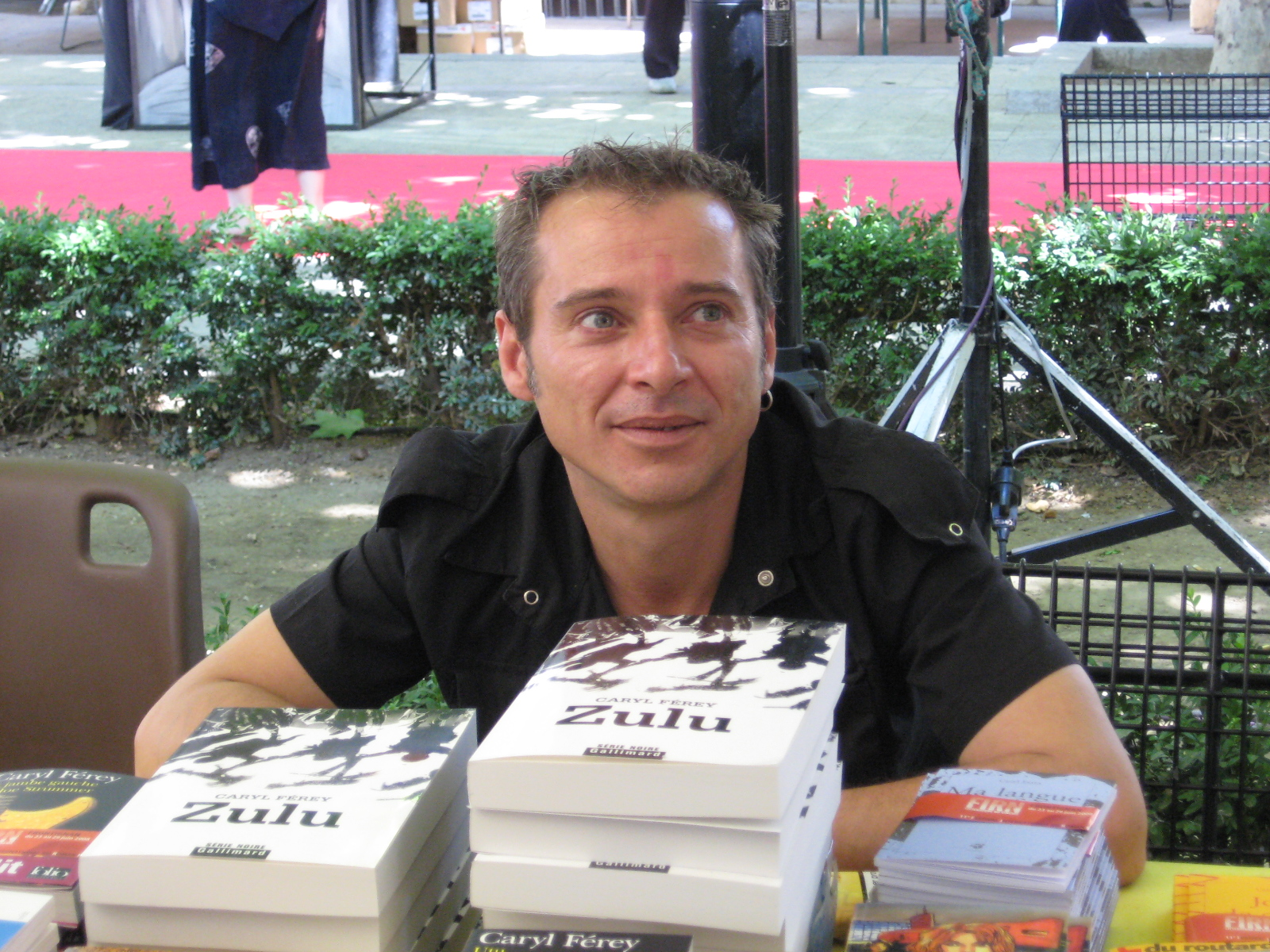
Caryl Férey vincitore del Premio Michel Lebrun nel 2005 con Utu

Utu è un romanzo di Caryl Férey, edito a Parigi da Gallimard, con una prima edizione nella "Série noire", nº2715, del 2004 e una successiva nel "Folio policier", nº 500, del 2008.

Il titolo del romanzo si richiama al concetto Maori utu, nella sua accezione di vendetta.

## Trama
Il protagonista è Paul Osborne che, dall'Australia in cui risiede, vola in Nuova Zelanda per indagare sulla morte del suo amico Jack Fitzgerald, attribuita a suicidio, cosa a cui non crede. Osborne è un esperto della cultura Maori e ripercorre i passi del suo amico in un ambiente intriso di mistero, occulto e sete di vendetta.

## Riconoscimenti
- Premio Sang d'encre, 2005[3]
- Premio Michel Lebrun, 2005[4]
- Premio SNCF du polar, 2006[5]